# مركز الرحلات الجوية والفضائية الألماني
مركز الرحلات الجوية والفضائية الألمانى (بالألمانية: Deutsches Zentrum für Luft- und Raumfahrt e.V.)‏، ويُعرف بـ (دي إل آر) اختصارًا، هو مركز وطني لأبحاث الفضاء والطاقة والنقل لجمهورية ألمانيا الاتحادية. ويقع المقر الرئيسي له في مدينة كولونيا بالإضافة إلى العديد من المواقع الأخرى في جميع أنحاء ألمانيا. ويشارك المركز في مجموعة واسعة من مشاريع البحث والتطوير على الصعيد الوطنى والشراكات الدولية . بالإضافة إلى إجراء المشاريع البحثية الخاصة به. والمركز أيضا يعمل كوكالة للفضاء في ألمانيا نيابة عن الحكومة الألمانية والتي يسند إليها مهمة تخطيط وتنفيذ البرنامج الفضائي الألمانى. كما أنه أيضاً مسئول عن التنسيق والدعم الفني للمشاريع الممولة من قبل عدد من الوزارات الاتحادية الألمانية.